# Либет, Леонид Владимирович
Леони́д Влади́мирович Либет (род. 5 ноября 1943, Чита, Забайкалье, РСФСР) — актёр и режиссёр львовского театра «Гаудеамус».

## Биография
Леонид Либет родился 5 ноября 1943 года в Чите, Забайкальский край РСФСР в семье военнослужащего. Фамилия и имя достались от деда-латыша Леонида-Августа Либета, родившегося в Риге 22 января 1884 года и умершего зимой 1938 в городе Новоржеве Псковской области. Бабушка — Либет (Дорошенко) Мария Петровна — родилась в 1895 году в Новоржеве, умерла в 1963 году в деревне Орша Новоржевского района.
Отец — Либет Владимир Леонидович, военный инженер-строитель, сапёр, воинское звание перед смертью (24.11.1969 г.) — полковник, начальник инженерной службы корпуса ПВО Прикарпатского Военного Округа. Родился 21 февраля 1918 г. в Новоржеве Псковской губернии.
Мать — Либет (Фадеева) Евгения Александровна (домохозяйка, впоследствии машинистка на Львовском заводе «Кинескоп») родилась 22 апреля 1922 года на станции Могзон Забайкальской железной дороги. Умерла 16 апреля 1989 года.
Учился в средних школах городов: Минск, Куйбышев (теперь Самара), Ленинград (теперь Санкт-Петербург), Гомель, и, наконец, Львов, в котором закончил СШ № 35 в 1960 году. Тогда же поступил во Львовский политехнический институт на энергетический факультет. Закончил полный курс обучения на факультете уже электрофизики, после чего трудился во Львове в сфере микроэлектроники на различных гос. предприятиях, так как других тогда не было. Должности — инженер, старший инженер, ведущий инженер, зам. начальника производства, начальник цехе толстоплёночной микроэлектроники. В 1992 году организовал научно-производственный кооператив «Квант», избран его директором. С 1997 года служил заместителем Генерального директора СП «Гранд Готель» по рекламе и маркетингу. В 2003 году оформил пенсион. Общий рабочий стаж — 45 лет.

## Личная жизнь
Первая жена — Уланова Людмила Игнатьевна, брак 1967—1973. Сын Владимир родился 17 сентября 1970 года, погиб в автокатастрофе в Северной Америке летом 2003 года.
Вторая жена — Шуфлат Ольга Андреевна, брак 1977—2000. Детей не было. 15 декабря 2000 года её не стало. Онкология.
Третья жена — Берёза Татьяна Владимировна, брак 16.08.2003 г. Дети: сын Михаил (родился 24 декабря 2004 года) и дочь Мария-Ксения (родилась 18 июня 2008 года).

## Творчество
В 1962 году вместе с Борисом Георгиевичем Озеровым основал во Львовском Политехническом институте (факультет автоматики и полупроводниковой электроники) Студенческий театр эстрадных миниатюр (СТЭМ), с 14 марта 1967 года — театр ГАУДЕАМУС. Его актёр и режиссёр. В 1976 году на общем собрании театра был избран старостой коллектива. Бессменно.

## Награды
- Диплом 2-го Всесоюзного фестиваля СТЭМов в г. Горьком «За актёрскую работу» 1969 г.
- Золотой значок «Гаудеамус» 1977 г.
- Медаль ЦДА ВТО им. А. А. Яблочкиной.
- Золотая медаль ВЦСПС.
- Диплом Малого Театра СССР 1985 г.
- Медаль «Ветеран труда» 24.04.1986 г.

## Спектакли и роли

### Львовский политехник
- 1962 г. «Студент — всегда студент», спектакль сыгран 58 раз.
- 1963 г. «Мы о себе и о других», сыгран 72 раз.
- 1964 г. «Алуштинские встречи», сыгран 47 раз.
- 1965 г. «От сессии до сессии», сыгран 48 раз.
- 1967 г. «Эхо фестиваля», сыгран 177 раз. (Во всех в них Либет играл, естественно, хитрых студентов или туповатых преподавателей).
- 1967 г. М. Розовский и др. «Этюды, продиктованные временем» (программка не сохранилась), сыгран 14 раз.
- 1968 г. Илья Ильф, Евгений Петров. «Сильное чувство». Роль: Чуланов, сыгран 1 раз.
- 1968 г. С. Мрожек «В открытом море». Роль: Крупный осколок, сыгран 3 раза.
- 1969 г. Ф. Кривин «Происшествие». Роль: Весёлый человек, сыгран 4 раза.
- 1972 г. Ф. Кривин «Диалоги о любви». Роль: Адмет, сыгран 7 раз.
- 1973 г. И. Фейгинберг, Г. Коган «Гибель кронштадтского полка». Роль: Сёмка Галкин, сыгран 2 раза.

Во всех перечисленных спектаклях режиссёром был Борис Озеров.

### Дворец культуры железнодорожников
- 1973 г. Николас Э. Баер «Инцидент». Роль: Джо Ферроне, сыгран 54 раза.
- 1974 г. А. Володин «Ищите женщину». Роль: Синяя Борода, сыгран 6 раз.
- 1974 г. Зак Авенир Григорьевич, Кузнецов Исай Константинович. «Вечерние игры» . Роль: Юра Калугин, сыгран 5 раз.
- 1975 г. В. Шукшин. «Точка зрения». Роли: Некто мистический, Дед, сыгран 21 раз.
- 1975 г. Б. Васильев." В списках не значился" (инсценировка Б.Фабриканта). Роль: Степан Матвеевич, сыгран 25 раз..
- 1976 г. А. Грибоедов. «Горе от ума». Роль: Фамусов, сыгран 2 раза.
- 1976 г. А. Гельман. «Заседание парткома». Роль: Павел Емельянович Батарцев, сыгран 10 раз.
- 1977 г. В. Вишневский. «Оптимистическая трагедия». Роль: Вожак, сыгран 6 раз.
- 1977 г. А. Кристи."Мышеловка". Роль: Джайлс Рэлнстон, сыгран 8 раз.
- 1978 г. Б. Окуджава. «Похождения Шипова» (инсценировка Б.Фабриканта). Роль: Гирос, сыгран 10 раз.
- 1978 г. Н. Мирошниченко."Третье поколение". Роль: Ли, сыгран 19 раз.
- 1978 г. А. Вампилов. «Утиная охота»[1]. Роль: Виктор Зилов, сыгран 41 раз.

Все вышеперечисленные спектакли, сыгранные в ДКЖД, режиссировал Озеров Б. Г.
- 1979 г. Л. Петрушеская. «Чинзано». Режиссёры Б. Озеров, Л. Либет (впервые). Роль: Костя Шестаков, сыгран 33 раза.

Практически во всех, за редким исключением, последующих спектаклях работал режиссёрский тандем — Озеров Б. Г. и Либет Л. В.
- 1980 г. А. Казанцев. «И с весной я вернусь к тебе», сыгран 11 раз.
- 1981 г. А. Гельман.[2]"Наедине со всеми". Режиссёр Борис Озеров[3]. Роль: Андрей Голубев, сыгран 15 раз.
- 1981 г. Л. Петрушевская. «Сырая нога». Роль: Володя, сыгран 9 раз.
- 1982 г. Николай Мирошниченко. «Страницы жизни», сыгран 7 раз.
- 1982 г. А. Чехов. «Дядя Ваня». Роль: Астров, сыгран 25 раз.
- 1982 г. В. Красногоров. «Кто-то должен уйти». Роль: Степан Семёнович, сыгран 18 раз.

### Дворец культуры им. Н. Кузнецова
- 1983 г. А. Гельман. «Скамейка», сыгран 22 раза.
- 1983 г. Эдуард Вериго. «Час мужества». Роль: гестаповец, сыгран 9 раз.
- 1984 г. Реттиген Теренс. «Глубокое синее море», сыгран 3 раза.
- 1984 г. Н. Гоголь. «Игроки». Роль: Утешительный, сыгран 28 раз.
- 1984 г. А. Дударев. «Рядовые», сыгран 12 раз.
- 1985 г. М. Жванецкий. «Здравствуйте!». Эстрадные миниатюры, сыгран 29 раз.
- 1985 г. Владлен Дозорцев. «Последний посетитель». Роль: Казмин Андрей Андреевич, зам. министра, сыгран 5 раз.
- 1986 г. М. Булгаков. «Мольер». Роль: Жан-Батист Поклен де Мольер, сыгран 7 раз.
- 1986 г. В. Красногоров. «Ноги женщины № 2». Роль: Доставалов, сыгран 11 раз.
- 1986 г. М. Шатров. «Диктатура совести», сыгран 9 раз.
- 1987 г. В. Шекспир. «Ромео и Джульетта» (в Итальянском дворике, Львов). Роль: Эскал, князь Веронский, сыгран 34 раза.
- 1987 г. Н. Эрдман. «Самоубийца». Роль: Подсекальников Семён Семёнович, сыгран 8 раз.
- 1988 г. Н. Климонтович. «Здесь, на крыше», сыгран 4 раза.
- 1988 г. В. Славкин. «Место для курения», сыгран 3 раза.

### БОМТ (без определённого места творчества)
- 1989 г. А. Шипенко. «Ла фюнф ин дер люфт». Режиссёр Борис Озеров. Роль: Серёжа, сыгран 24 раза.
- 1991 г. Ануй Жан. «Эвридика». Роль: Венган, сыгран 4 раза.
- 1993 г. А. Чехов. «Чайка». Роль: Евгений Сергеевич Дорн, сыгран 8 раз.
- 1993 г. 1994 г.г. В. Шекспир. «Ромео и Джульетта». Новая редакция. Старая роль, сыгран 34 раза.
- 1996 г. Мартин Шерман. «Розовый треугольник». Роль : Немецкий офицер, сыгран 4 раза.
- 1996 г. Г. Горин. «Чума на оба ваши дома». Роль: Герцог Вероны, сыгран 10 раз.
- 1997 г. А. Каневский. «Май нейм из Маня». Роль: алкаш-отставник, сыгран 16 раз.
- 1999 г. С. Довлатов. «Век свободы не видать!» (Антреприза строгого режима). Режиссёр-рецидивист — Леонид Либет, сыгран 30 раз.
- 1999 г. В. Красногоров. «Цирк, да и только!», сыгран 37 раз.
- 1999 г. Т. Доленга, Ю. Чернявский. «Рэгтайм для мандолины с оркестром». Роль: Яшунский, сыгран 2 раза.
- 2000 г. Н. Климонтович. «Последнее шоу», сыгран 3 раза.
- 2001 г. Иегошуа Соболь. «Деревушка», сыгран 3 раза.
- 2002 г. В. Красногоров. «Давай займёмся сексом», сыгран 12 раз.
- Всего поставлено 57 спектаклей. Их посмотрели около 1 000 000 зрителей

## Литературность
1. Пьеса «Пропел гудок заводской»[4]. Написана в 1965 году совместно с Борисом Озеровым. Самиздат.
2. Авантюрный роман «Жизнь и похождения Вовы Натощак». Написан в 1965 году в соавторстве с Озеровым Б. Г. Текст утерян по независящим от авторов обстоятельствам.. А именно — сожжён мачехой Озерова.
3. Киносценарий «Опалённые зноем». Написан тогда же вместе с Борисом Озеровым, что не помешало его (сценария) исчезновению.
4. Репортажи: «С реки Хуанхе», «Из шахты № 8», «Частный случай», «Из заграницы», «Почему птица дрофа вымерла?».Они сожжены самими авторами. «А чем мы хуже Н. Гоголя ?!».(стр.568)
5. «Из неопубликованной переписки Либета и Озерова», (переписка) 1966 год. (стр. 24)
6. «Макухиниана» (жизнеописание Макухина) из серии «Жизнь замечательных людей». Авторы : Л. Либет, Б. Озеров, 1974 г., Тутиздат. Полностью опубликована в книге Л. Либета «Гаудеамус».
7. Пародия на спектакль по повести Б. Васильева «В списках не значился».(вместе с Мишей Евшиным) Она называется В. Басильев, «В списках описки». Не подписано к печати и не сдано в набор 01.12.1975 г. Опубликована там же на (стр. 79).
8. Киноповесть «Полищук в Армавире». 1976 год. Соавтор всё тот же Озеров Б. Г. (стр. 98)
9. Эссе к 15-летнему юбилею театра «Гаудеамус» 1977 год.(стр. 115)
10. Пародия «Пессимистическая комедия» 1977 год. (стр. 132)
11. Рукописный журнал «Пропасть» (в спарке с Михаилом Евшиным). 1977 г. (стр. 134—157)В первом номере, который оказался и последним, опубликовано: — Б. Г. О. и искусство? (опыт литературно-критического эссе). — Отрытое письмо В. Э. Мейерхольду. — Закрытое письмо Ерёменко Ю., засл. арт. УССР. — Речь на торжественном митинге, посвящённом закрытию памятника Б. Г. Озерову. — Рассказ «Бой с паяльником». — «Случай в цирке». (Рассказ о животных). — Из истории сдач. — Неизвестные стихи Модеста Мусоргского. — Тест-анкета. — Шарады (в часы досуга).
12. Эссе к 18-летию театра «Гаудеамус» 26.04 1980 г.(стр.210)
13. Рассказ «Психопатка» (04.1980 г.).(стр.245)
14. На смерть Володи Высоцкого (лето 1980 г.).(стр.199)
15. «Дядя Боря» (сцены из околотеатральной жизни) (03.02.1983) стр.260)
16. 1987 г. к 25-летию «Гаудеамуса». Статья «Анализ репертуара театра „Гаудеамус“ с 1962 по 1987 г.г.»(стр.346)
17. 1987 г. Статья «Некоторые вопросы теории в физиологическом разрезе».(стр. 370)
18. 1987 г. Рассказ «Собачья кровь» (случай из частной жизни). (стр.379)
19. 1999 г. «Век роли не видать!» (музыкально-исправительная композиция о нелёгкой, а подчас и трагической судьбе актёров и близких к ним по настроению людей…). (стр.492)
20. 2002 г. Пародия «Давай займёмся театром!»(стр.505)
21. Письма друзьям с 1974 по 2009 г.г., которые удалось найти (или спасти) после многочисленных жизненных коллизий разной тяжести…(стр.509)
22. 2010 г. Автобиографическая вспышка «Выгоны из ВЛКСМ».(стр.574)
23. 2012 г. Статья на веб-странице Пермского театра «У моста» «Мильграм вызывает недоумение» об руководителе театра «У моста» Сергее Федотове[5].
24. Интервью Леонід ЛІБЕТ: «Люблю відчуття свободи від різних „обязайлівок“…». Газета «Высокий Замок» 6 ноября 2014 г.
25. 2018 г., октябрь. О книге «Театр „У МОСТА“. Время мистики» Сергея Федотова, основателя и гл. режиссёра пермского театра «У МОСТА». Посвящена 30-летию со дня основания этого Театра.[6]
26. Всеобщая Декларация Обязанностей Человека (проект) Автор : Либет Леонид Владимирович, 28.1 2.2016 г.[7]

## Книги
1. Книга «Гаудеамус». 600-страничный том убористого текста с рисунками Михаила Евшина. История рождения, расцвета и заката львовского театра «Гаудеамус». Написана и издана в 2011 г. Читать книгу Часть 1 здесь.[8] Часть 2.[9]
2. Сборничек «Плетение рифм». Издан в 2018 г. Читать книгу.[10]

## Статьи
- 1. Леонід Лібет. «Театр треба робити…» «Суботня пошта» № 41 (69) 11 жовтня 1996 р. (стр.512)
- 2. Сергей Карнаухов. «Вечер блатного романса» Газета «Факты» № 180..29.09.1999 г.(стр. 540)
- 3 .Сергей Пархоменко. "Отцы и дети «Гаудеамуса» Газета «Советская культура» 17 окт.1987 г.(стр.443)
- 4. Феликс Кривин. «Гаудеамус. Будем веселиться!» журнал «Огонёк» № 42, окт. 1985 г. (стр.308)
- 5. Г.Вдовиченко. «И на сцене, и в жизни — строгий режим» газета «Високий Замок». 3 — 9. 09.1999. (стр.542)
- 6. Львовский театр «Гаудеамус» 2. Гаудеамус(театр) 3. Озеров Борис Георгиевич 4. Озеров Б., Евшин М. «И был театр». — Львов: Издательский дом «Инициатива», 2007.
- 7.Людмила Носарева. ПОЛИТИЧЕСКАЯ САТИРА В СТИЛЕ РЕГТАЙМ. О Театре «Гаудеамус» и Леониде Либете. «Зеркало недели. Украина» (21 января 2000 г.)[11]
- 8. Нина Агишева. ПРОВИНЦИАЛЬНЫЙ АНЕКДОТ. Московские новости//pressarchive.ru (21.05.2002). «Некорректно сравнивать профессиональный и любительский спектакли, но не могу не вспомнить лучшую „Утиную охоту“ из тех, что довелось видеть, — её привозил в Москву львовский театр „Гаудеамус“ Бориса Озерова, а Зилова там играл львовский инженер Леонид Либет. Играл самого себя, и, когда он держал в руках свой похоронный венок, было действительно страшно».
- 9. А.Гельман К юбилею львовского театра «Гаудеамус»[12]. В юности в городе Львове…
- 10.Нина Агишева. Гаудеамус играет в «жмурики» газета МОСКОВСКИЕ НОВОСТИ 30 июня 1991г . (стр. 460).
- 11. Л. Гудкова. О времени и о себе. Фестиваль народных талантов. Газета «Гудок» 22 декабря 1976 г. (стр 92).

## Видеоматериалы
1973 г. Николас Э. Баер «Инцидент». Фотоподборка из спектакля.
1978 г. Б. Окуджава. «Похождения Шипова» (инсценировка Б. Фабриканта).